# M (電視劇)
《M》是韓國文化廣播公司於1994年8月1日至1994年8月30日期間播放的月火劇。此劇是韓國第二部以恐怖為題材的電視劇，也是韓國藝人沈銀河的成名作。此劇在韓國播出後的平均收視率為52.2%。

## 內容介紹
擁有雙重性格的朴瑪莉，經常折磨於美善與邪念之間。
高中時的瑪莉，因為與朋友到東岸時而遇上襲擊，她因站近一棵樹而被雷電擊到，之後她的身體內有一股神秘的驚人力量可以令她將壞人擊退，自此，她的一生就有了前所未有的轉變……

## 演員

### 主要人物
- 沈銀河 飾 朴瑪莉／金珠莉：外科醫師
- 金志秀 飾 金恩熙：瑪莉的高中摯友
- 梁瀞疋 飾 李藝芝：瑪莉的高中摯友
- 李昌勳 飾 宋志錫：瑪莉的男友

### 其他人物
- 金炯逸 飾 金度振：恩熙的哥哥，藝芝的未婚夫
- 李永厚 飾 崔在民博士：精神外科醫師
- 朴永泰 飾 朴相哲：瑪莉的父親
- 金昌淑 飾 聖子：瑪莉的繼母
- 金恩淑 飾 朴秀京：瑪莉的生母
- 申貴植 飾演 洪賢佑：M的生父，外科醫師
- 朴容植 飾演 姜院長：醫院院長，瑪莉的上司
- 南潤貞 飾演 尹貞淑：M的生母

## 外部連結
- 《M》韓國MBC官方網站 （页面存档备份，存于）
- Youtube -《M》開場片段

| MBC 月火劇                                | MBC 月火劇                             | MBC 月火劇 |
| ----------------------------------------- | -------------------------------------- | ---------- |
|                                           | M （1994年8月1日 - 1994年8月30日）     |            |
| 愛全爲你 （1994年6月6日 - 1994年7月26日） | 挑戰 （1994年9月5日 - 1994年10月25日） |            |